# Diceratostele
Diceratostele é um género botânico pertencente à família das orquídeas (Orchidaceae).